# Cerasus stacei
Cerasus stacei là loài thực vật có hoa trong họ Hoa hồng. Loài này được (Wojcicki) J.J. Wojcicki & K. Marhold mô tả khoa học đầu tiên năm 1992.